# Bandera de Bellpuig
La bandera oficial de Bellpuig té la següent descripció:
Bandera apaïsada de proporcions dos d'alt per tres de llarg, groga, amb el mont verd de tres cims de l'escussó situat a la vora inferior; el cim central d'una altura del 37 per cent de la del drap i una amplada del 39 per cent de la llargària del mateix drap; els laterals d'una altura del 25 per cent de la del drap i una amplada del 30 per cent del mateix drap, i la flor del cim central d'una alçada del 56 per cent de la del drap i una amplada del 35 per cent de la llargada del mateix drap.
Va ser aprovada el 5 de juliol de 1994 i publicada en el DOGC el 20 de juliol del mateix any dins el número 1923.